# رحيل المرافئ القديمة
رحيل المرافئ القديمة، مجموعة قصصية من مؤلفات الشاعرة والكاتبة العربية السورية غادة السمان، صدرت في عام 1973، عن دار الآداب في بيروت، لبنان.